# Mattiastrum shepardii
Mattiastrum shepardii är en strävbladig växtart som först beskrevs av George Edward Post och Gustave Beauverd, och fick sitt nu gällande namn av Valdés. Mattiastrum shepardii ingår i släktet Mattiastrum och familjen strävbladiga växter. Inga underarter finns listade i Catalogue of Life.